# Господари и господарки
Господари и господарки (на английски: Lords and Ladies) е роман в жанр хумористично фентъзи. Книгата е четиринайсетата по ред от поредицата на Тери Пратчет Светът на диска. Романът е издаден през 1992 г. и е третият, в който главни действащи лица са вещиците.
 Внимание:  Текстът по-долу разкрива сюжета на произведението (или части от него)!
Действието в „Господари и господарки“ е продължение на това в романа „Вещици в чужбина“. Вещиците Баба Вихронрав, Леля Ог и Маграт Чеснова се завръщат у дома в малкото планинско кралство Ланкър, за да разберат, че с начинаещи магьоснически действия е оказано въздействие върху самата материя на реалността. Елфите ще успеят да проникнат в света на диска и те трябва да се изправят срещу тях.
В процеса на действието става ясно, че вещицата Маграт Чеснова ще се омъжва за краля на Ланкър и има лошо предчувствие за сватбата. Кулминацията в историята настъпва в деня преди кралската сватба. Действието включва елементи от „Сън в лятна нощ“ на Уилям Шекспир, както и елементи от различни народни песни и митологии, отнасящи се до елфи.
Междувременно в малкото кралство са пристигнали представители на Невидимия университет – Архиканцлера Муструм Ридкъли, Пондър Стибънс, Ковчежникът и Библиотекарят. Това е една от книгите от поредицата, за които е необходимо преди това да са прочетени предходните книги, за да бъде разбрана историята. Тери Пратчет признава, че за да разбере напълно действието, читателят трябва да е прочел преди това „Посестрими в занаята“ и „Вещици в чужбина“, защото там се намира описанието на характерите и поведението на героите.